# Ciutat metropolitana de Palerm
La Ciutat metropolitana de Palerm (en italià Città metropolitana di Palermo) és una ciutat metropolitana que forma part de la regió de Sicília a Itàlia. La seva capital és Palerm.
Limita a l'oest amb la província de Trapani, al sud amb les províncies d'Agrigent i Caltanissetta, a l'est amb la ciutat metropolitana de Messina i la província d'Enna.
Té una àrea de 5.009,28 km², i una població total de 1.265.921 Hab. (2016) Hi ha 82 municipis a la ciutat metropolitana, entre ells l'illa d'Ustica.
El 2015 va reemplaçar la província de Palerm.